# Blechnum gregsonii
Blechnum gregsonii är en kambräkenväxtart som först beskrevs av Watts, och fick sitt nu gällande namn av Tindale. Blechnum gregsonii ingår i släktet Blechnum och familjen Blechnaceae. Inga underarter finns listade.